# Alain Zimmermann
Alain Zimmermann (nacido en 1967) fue el director ejecutivo del fabricante suizo de relojes de lujo Baume & Mercier (perteneciente al grupo Richemont). Su experiencia en la industria del lujo se remonta a más de 20 años, y anteriormente ocupó cargos en L'Oréal, Cartier e IWC.

## Juventud
Alain Zimmermann nació en Alsacia, Francia, en 1967. Asistió a la escuela en el pueblo francés Reims, donde obtuvo un DESEM en Marketing en la Escuela de gestión de Reims en 1987. Continuó sus estudios en la Universidad de Reutlingen, Alemania, licenciándose  en 1989 en Administración de empresas con especialidad en Marketing y Logística.

## Carrera

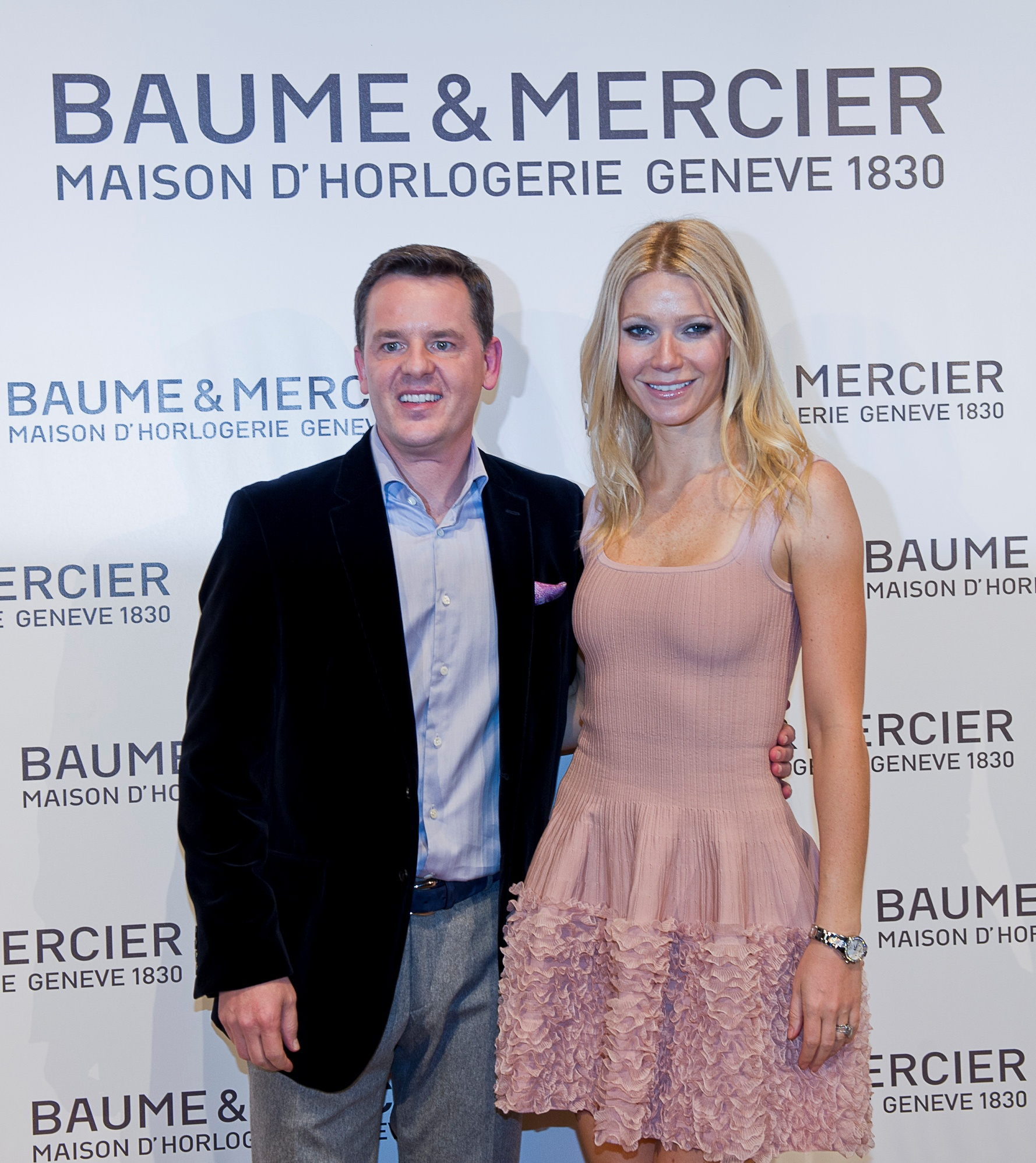
Alain Zimmermann con embajador de Baume & Mercier Gwyneth Paltrow durante la Salon International de la Haute Horlogerie en 2011 en Ginebra, Suiza.

Zimmermann comenzó su carrera en L'Oréal, Alemania, en 1989. Habiendo firmado inicialmente con la empresa para una ENSV (Empresa Nacional de Servicio Voluntario) de 16 meses, continuó en L'Oréal hasta 1995. En L'Oréal conoció el mundo de los productos de lujo, al comercializar sus principales perfumes, entre ellos Paloma Picasso, Armani y Ralph Lauren.
En 1995, Alain Zimmermann ingresó a la marca alemana de joyas y relojes Cartier. Cuatro años más tarde, fue trasladado de Múnich a París, donde fue nombrado Director de Desarrollo Internacional de la gama de perfumes Cartier.
Zimmermann se incorporó a IWC, el fabricante de objetos de lujo de Schaffhausen, en 2002. En lo que fue su primera incursión en la alta relojería, Zimmermann aprendió rápidamente sobre relojería fina con los expertos más destacados. Zimmermann permaneció en IWC durante casi cinco años y ocupó una serie de cargos en ventas internacionales y marketing.
En 2006 Zimmermann pasó a trabajar en Julius Baer, banco privado radicado en Zúrich. Allí ocupó el cargo de Director de Gestión en marketing y comunicaciones durante un periodo de tres años, antes de regresar a IWC como Jefe Ejecutivo de marketing.
En 2009 Alain Zimmermann ocupó su cargo actual como Director Ejecutivo en la empresa fabricante de relojes de lujo basada en Suiza, Baume y Mercier. Zimmermann logró que los relojes de lujo fueran asequibles para más clientes.
El 1 de junio de 2018, Geoffroy Lefebvre se convirtió en CEO de Baume & Mercier. Zimmerman se convirtió en Jefe de Comercio Electrónico del Grupo Richemont.
Zimmermann se incorporó a Digital Luxury Group como socio director y miembro del consejo de administración en noviembre de 2020.

## Personal
Zimmermann vive con su esposa y dos hijos en Suiza, donde ejerce su pasión por el esquí y la fotografía, entre otros intereses.

### Entrevistas
- "Baume & Mercier - La revitalisation intégrale" (Worldtempus, 14 de febrero de 2012).
- "Interview: Richemont's Baume & Mercier Nears Break Even" (Dow Jones Newswires, 17 de enero de 2012).
- "Baume & Mercier - Recaptures Life’s Moments" (Worldtempus, 26 de enero de 2011).

### Vídeo
- "CEO of Baume & Mercier Alain Zimmermann Talks About 2012 Collection" (Watchmatchmaker.com, 26 de enero de 2012).
- "Watchmaker sets sights on the future" (entrevista de la CNN con Monita Rajpal, 17 de enero de 2012).
- "Baume & Mercier - New Brand Positioning with Alain Zimmermann Archivado el 19 de mayo de 2012 en Wayback Machine." (Thewatches.tv, 2012).

- Datos: Q2830379